# 孫汝賢
孫汝賢（1513年—？），字允功，號禹麓，浙江紹興府餘姚縣人，民籍，明朝政治人物。孫應奎從子。

## 生平
嘉靖十三年（1534年）甲午科浙江鄉試第五名舉人。嘉靖二十六年（1547年）中式丁未科會試第二十名，登第三甲第六十一名進士。兵部觀政，授魏县知县，卒。

## 家族
曾祖孫鼎；祖父孫銓；父孫應乾，母徐氏。重庆下。弟汝實、汝貞、汝赉。從弟孫汝賓，隆慶戊辰進士。子存厚、存順。